# Leptoglanis
Leptoglanis es un género de peces actinopeterigios de agua dulce, distribuidos por ríos de África.

## Especies
Existen solamente dos especies reconocidas en este género:
- Leptoglanis bouilloni Poll, 1959
- Leptoglanis xenognathus Boulenger, 1902